# Robert Deane, 5. Baronet
Sir Robert Deane, 5. Baronet (* 1707; † 7. Februar 1770 in Dublin) war ein irischer Jurist und Politiker.

## Leben
Robert Deane war der dritte Sohn von Sir Matthew Deane, 3. Baronet, aus dessen Ehe mit Jane Sharpe. Im Juli 1721 begann er sein Studium am Christ Church College der University of Oxford. Im folgenden Monat wurde er Mitglied des Middle Temple. 1725 schloss Deane sein Studium mit einem Bachelor of Arts ab. 1731 erfolgte seine Zulassung zur Anwaltschaft am Middle Temple, 1737 dann zu der irischen Anwaltschaft. 1751 erbte er von seinem älteren Bruder Matthew den Adelstitel Baronet, of Muskerry in the County of Cork.
Von 1757 bis 1760 und von 1761 bis 1768 war Deane als Abgeordneter für Tallow und von 1769 bis zu seinem Tod für Carysfort Mitglied des Irish House of Commons. Im Parlament war Deane sehr aktiv und gehörte alleine zwischen 1757 und 1760 47 Komitees an. 1768 wurde er in das Privy Council of Ireland berufen. Im selben Jahr wurde er Deputy Governor des County Cork.
Neben seinen politischen Tätigkeiten engagierte er sich in der Royal Dublin Society, deren Mitglied er seit 1758 war. 1764 wurde er Vizepräsident der Gesellschaft.
Deane war seit dem 24. August 1738 mit Charleton Tilson verheiratet. Aus der Ehe gingen vier Söhne und sechs Töchter hervor. Sein ältester überlebender Sohn und Titelerbe Robert Deane, 1. Baron Muskerry, und sein Sohn Jocelyn Deane wurden ebenfalls als Politiker aktiv.